# アリアンツ・シュターディオン
アリアンツ・シュターディオン（Allianz Stadion、UEFA主催など国際試合使用の際はヴェストシュターディオン）は、オーストリア・ウィーンに所在するサッカースタジアム。SKラピード・ウィーンの本拠地であり、2016年7月に落成した。

## 概要
老朽化されたゲルハルト・ハナッピ・シュターディオンを建て替える形で2014年12月1日に着工。着工式には2015年2月12日にハインツ・フィッシャーオーストリア連邦共和国大統領、レナート・ブラウナーウィーン副市長らが出席した。2016年7月16日に完成した。こけら落としはイングランドの強豪チェルシーを迎えた親善試合（2-0でSKラピード・ウィーンの勝利）。

## ギャラリー

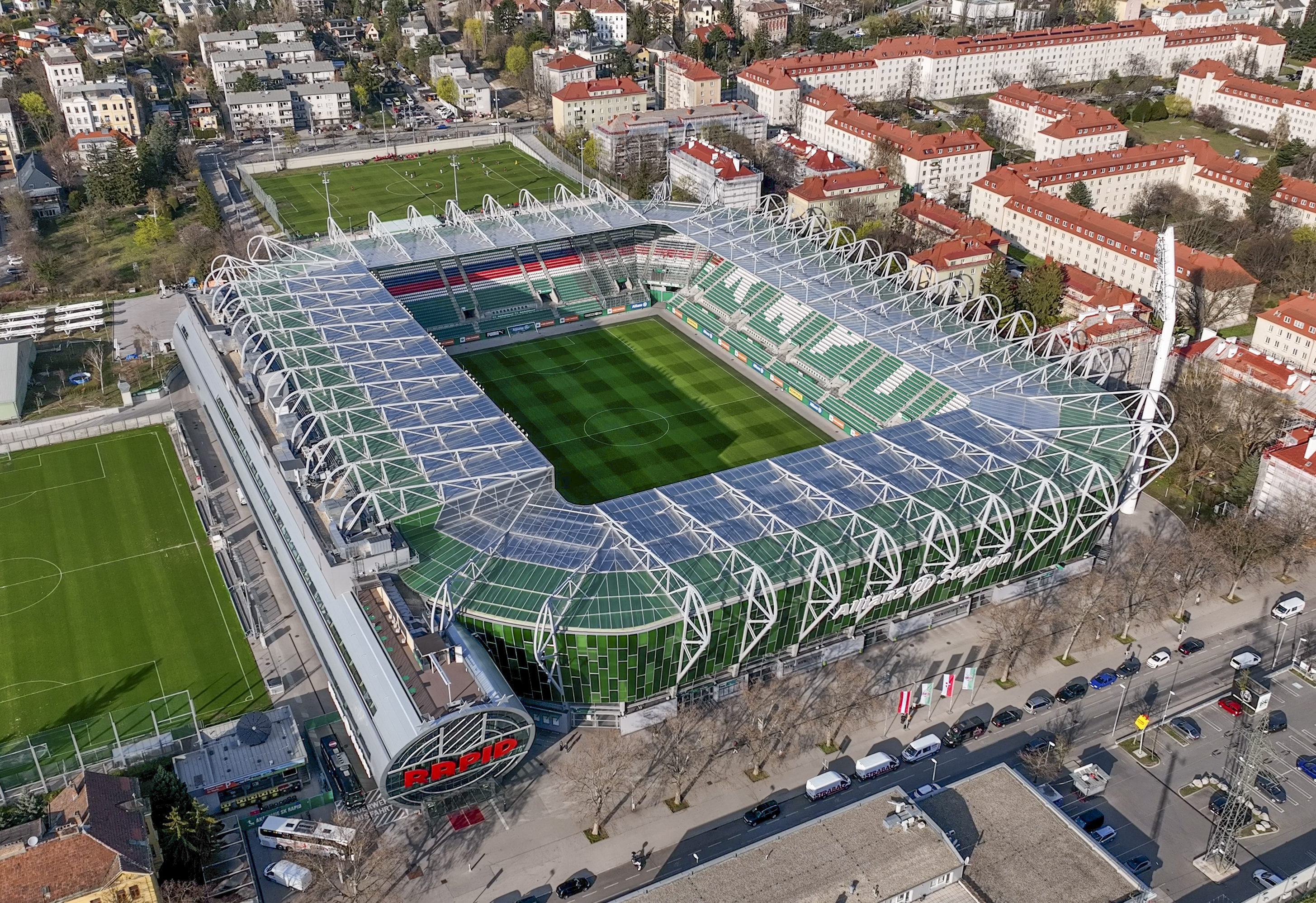
2022年の空撮
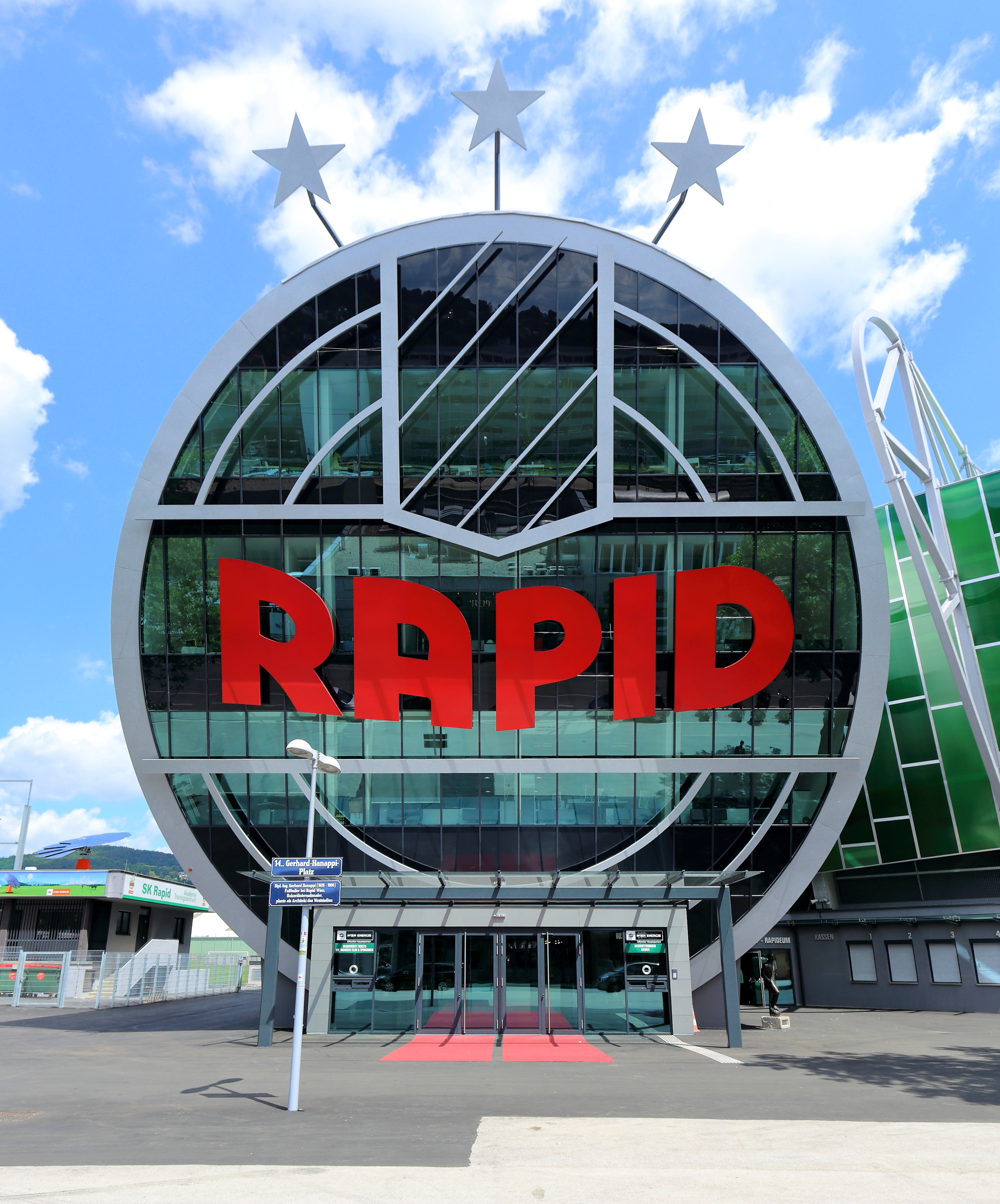
正面入り口
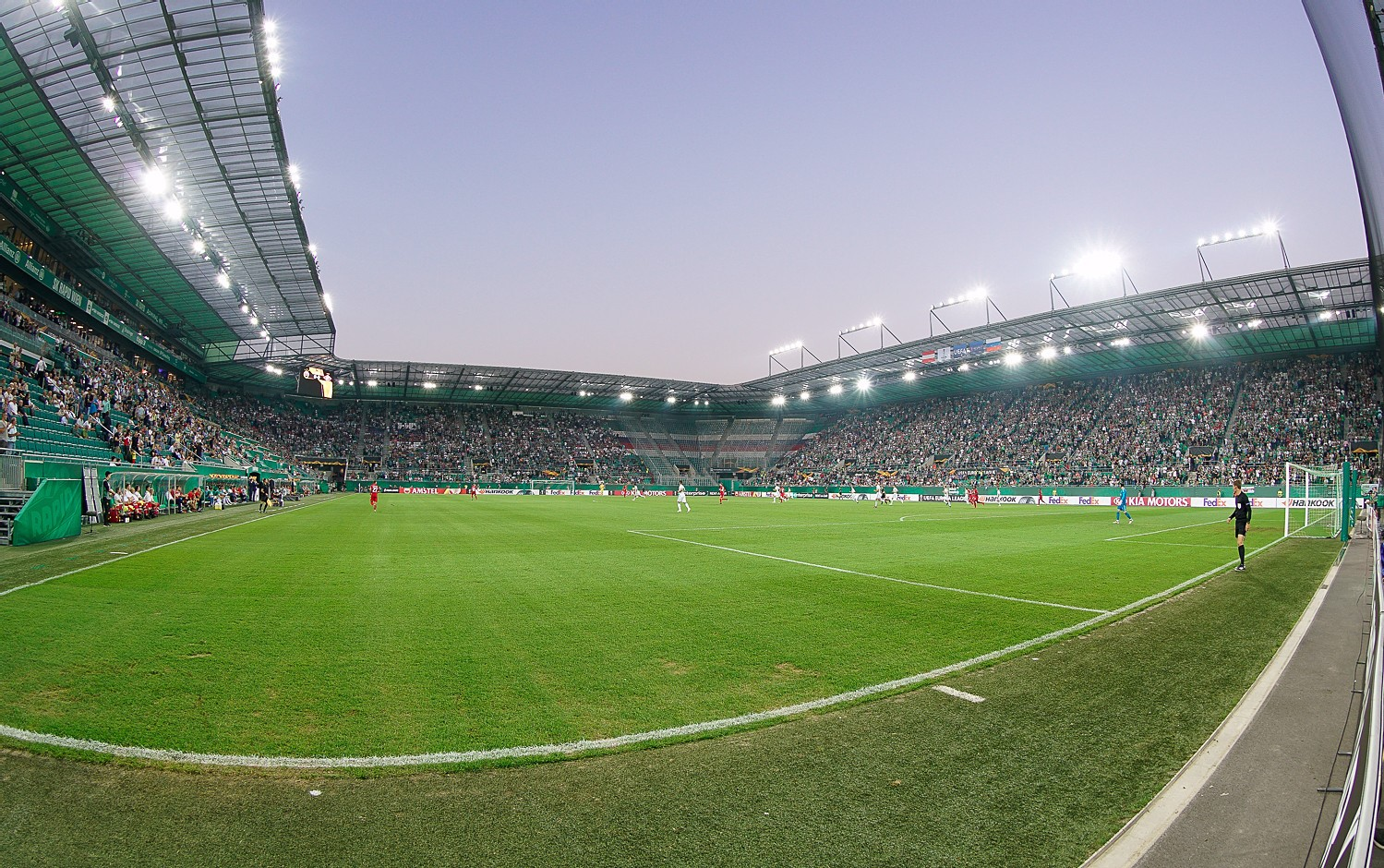
2018年の内観
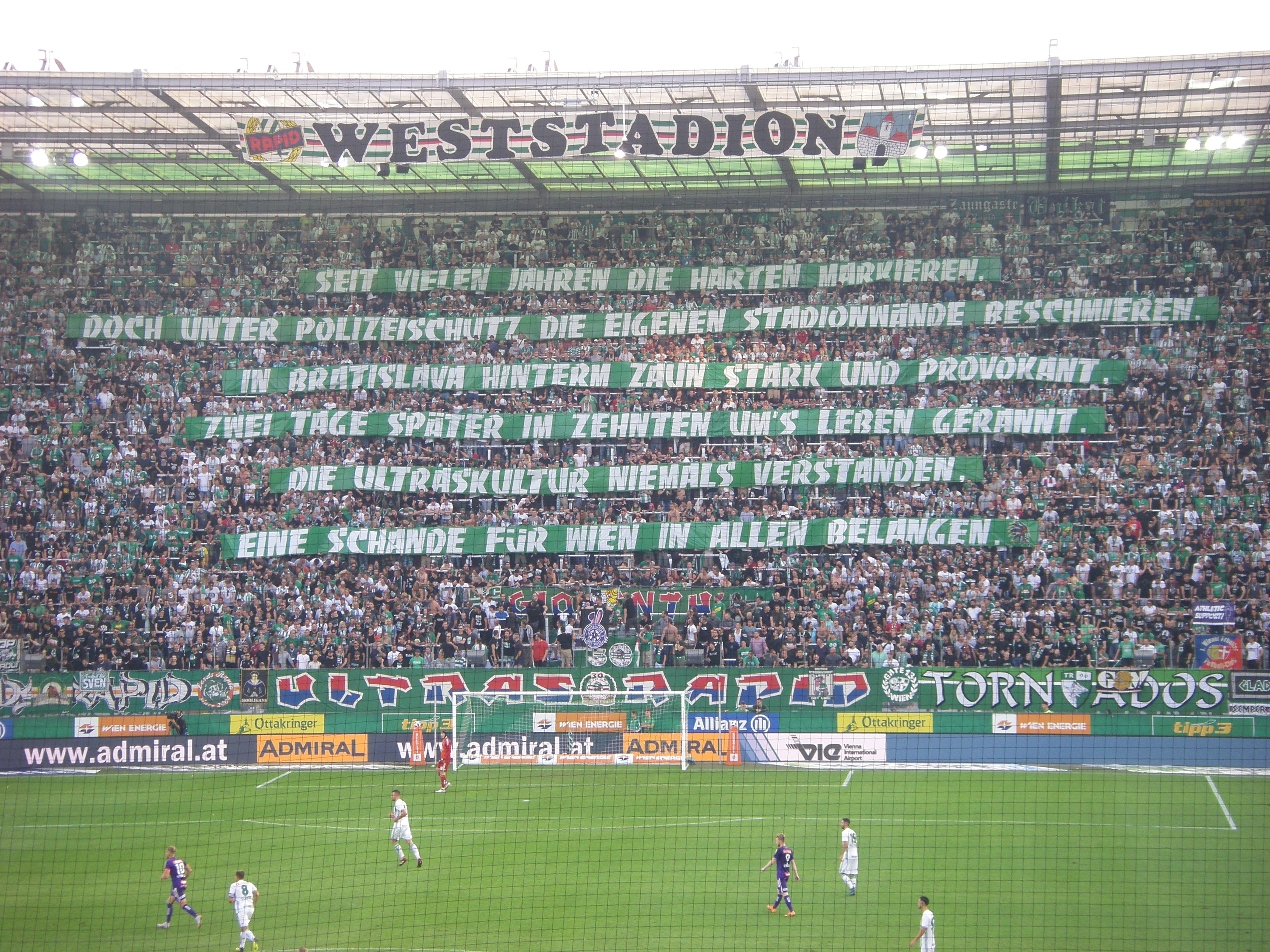
試合中のサポーター (2018年)